# Presidente dello Storting
Il presidente dello Storting (in norvegese: Stortingets president o Stortingspresident) è il membro del parlamento norvegese (Storting) eletto per dirigere i lavori dell'assemblea. Insieme a cinque vicepresidenti compone l'ufficio di presidenza (Presidium), che pianifica il lavoro dell'assemblea legislativa, stabilisce l'ordine del giorno, ripartisce le questioni e dirige le riunioni del parlamento.
Il presidente dello Storting attualmente in carica dal 25 novembre 2021 è Masud Gharahkhani.

## Descrizione
L'ufficio di presidenza è eletto per un anno al momento dell'inizio della nuova legislatura dello Storting in autunno; è invalsa però la prassi di eleggere gli stessi membri per ognuno dei quattro anni della legislatura. L'ufficio, composto dai membri più autorevoli dell'assemblea (in genere all'ultimo mandato), riflette di regola i rapporti di forza tra i partiti; non ha poteri speciali a norma della Costituzione.
Il presidente dello Storting è la più alta carica pubblica in Norvegia dopo il re.
A nome dell'ufficio di presidenza (presidium), il presidente dello Storting dirige i lavori dell'assemblea. Quando lo Storting non è convocato, il presidente prende le decisioni necessarie in merito agli affari interni della camera. Il presidente dello Storting e il vicepresidente possono essere esonerati dall'essere membri di un qualsiasi comitato permanente. Il presidente viene eletto dopo ogni elezione dello Storting tra i suoi membri. Il presidente dello Storting non ha poteri speciali in base alla Costituzione e ci si aspetta che sia al di fuori delle questioni politiche quotidiane.
Se un primo ministro dimissionario non consiglia al Re chi dovrebbe succedergli, il Re può rivolgersi al Presidente dello Storting, alla presidenza o ai capigruppo parlamentari. Il presidente dello Storting ha così una funzione consultiva.
Il presidente dello Storting utilizza da presidente un martelletto in legno di noce proveniente dalla proprietà di George Washington in Virginia, ed è stato utilizzato nel maggio 1949. È un dono dell'ingegnere norvegese-americano Thomas Gillebo, figlio di un ex membro dello Storting. Il martelletto ha un'iscrizione: "Al presidente del parlamento norvegese. Dio benedica il paese e la gente della Norvegia."